# Єгенсторф
Єгенсторф (нім. Jegenstorf) — громада  в Швейцарії в кантоні Берн, адміністративний округ Берн-Міттельланд.

## Географія
Громада розташована на відстані близько 13 км на північ від Берна.
Єгенсторф має площу 13,5 км², з яких на 12,1% дозволяється будівництво (житлове та будівництво доріг), 63,5% використовуються в сільськогосподарських цілях, 23,4% зайнято лісами, 1% не є продуктивними (річки, льодовики або гори).

## Демографія
2019 року в громаді мешкало 5761 особа (+7,4% порівняно з 2010 роком), іноземців було 9,8%. Густота населення становила 427 осіб/км².
За віковим діапазоном населення розподілялося таким чином: 20,4% — особи молодші 20 років, 55,8% — особи у віці 20—64 років, 23,8% — особи у віці 65 років та старші. Було 2557 помешкань (у середньому 2,2 особи в помешканні).
Із загальної кількості 2365 працюючих 95 було зайнятих в первинному секторі, 284 — в обробній промисловості, 1986 — в галузі послуг.